# Армстронгова граница
Армстронгова граница, често називана и Армстронгова линија (енгл. Armstrong's Line), је висина земљине атмосфере на око 19 km (12 mi), односно 19.000 m (62.000 ft) од површине мора, на којој је атмосферски притисак гасова мањи него притисак водене паре (47 mmHg) у телу човека на 37 °C. То има за последицу да ваздух из раствореног стања у ткивним течностима нагло прелази у гасне мехуриће који се гомилају у крви и другим ткивима, што се манифестује кључањем течности на нормалној температури људског тела (37 °C).
Армстронгова граница има значај за ваздухопловство и астронаутику, тј за преживљавање пилота, падобранаца или астронаута у случају оштећења (отказа) кабине ваздухоплова и њених инсталација за регулацију притиска, заштитне кациге или висинског одела на великим висинама. У току слободног пада кроз атмосферу након принудног напуштања ваздухоплова, падобранског скока из балона или нагле декомпресије кабине ваздухоплова изазване разним оштећењима, на овој (19 km) или већој висини, као последица наглог (експлозивног) ширење гасова у телу пилота, падобранца или астронаута, (због разлике у притисцима гасова у спољашњој средини и организму) они се...буквално (унутар десетак секунди) претварају у „пенушавог џина“ из чијих очију и уста излази пенушава течност као у неком хорор филму... То траје само неколико секунди до губитка свести и изненадне смрти.“

## Историја
Армстронгова граница добила је назив по Харију Џорџу Армстронгу (енгл. Harry George Armstrong 1899—1983), оснивачу Одељење за ваздухопловну и космичку медицину Оружаних снага САД, 1947. године, у Тексасу.
Доктор Армстронг је био први ваздухопловни лекар који је на хомеотермима у барокомори, 1935. године, открио и проучио феномен хладног кључања течности који се јавља на надморској висини између 18.900-19.350 m (или око 12 mi (19 km)), и одредио ту висину као горњу границу на којој људи и други хомеотерми апсолутно не могу опстати без додатне промене (нормализације) притиска ваздуха у околини или примене заштитне опреме (висинског одела и кациге).

## Физичко-хемијске карактеристике атмосфере
Ваздушни омотач Земље састоји се од мешавине гасова. Ма колико далеко се пружала гасовита фракција атмосфере од површине Земље на њу битно утичу два фактора; топлотно зрачење Сунца и гравитација Земље.
Топлотно зрачење Сунца — појачава тежњу атмосферских гасова да се шире у околну вакуума космоса. „Расипању“ молекула ваздуха у космосу ефикасно се супротставља Земљина тежа. Последица тога је јасна типизација густине и притиска атмосфере по њеном вертикалном пресеку.
Густина (d) гаса  — је дефинисана као маса у јединици запремине и изражена је грамима у кубном метру. На нивоу мора густина атмосфере је 1.200 gr/m³. Са повећањем висине (под претпоставком да је температура константна) густина атмосфере опада експоненцијално. То значи да се густина смањује једнако сразмерно са једнаким интервалима висине. Тако на висини од 5.500 m густина ваздуха је је упола мања него на нивоу мора. На висини од 11.000 m густина износи 1/4 вредности на нивоу мора.
Притисак (p) — је количник силе која делује на површину или уопштено, притисак се дефинише као однос силе (F) и површине (S) на коју та сила делује под правим углом. Овај однос представља се формулом:
| {\displaystyle p\,} | {\displaystyle ={\frac {F}{S}}} |
Атмосферски притисак — је директна последица тежине ваздуха. Ваздушни притисак се мери у грамима по кубном сантиметру и милиметрима живе. Једна стандардна атмосфера је тежина ваздушног стуба који врши притисак на живин стуб површине 1 см² и износи 760 mmHg или 1 бар = 1,3 кРа.
У међународном систему мерних јединица (SI) притисак се мери паскалом (Ра), који је дефинисан као сила од 1 њутна (N) по 1 m², што се представља формулом:
| {\displaystyle 1Pa\,} | {\displaystyle ={\frac {1N}{1m^{2}}}} |
Притисак ваздуха разликује се са променом места на Земљи и времена јер се количина (и тежина) ваздуха изнад Земље исто тако разликује. Атмосферски притисак се смањује за 50% на висини од око 5.000 m (као што се и око 50% укупне масе атмосфере налази унутар најнижих 5.000 m). Просечни атмосферски пристисак измерен на нивоу мора износи око 1 бар = 1 атм = 101.3 кРа.
Са повећањем висине барометарски притисак опада експоненцијално, слично густини ваздуха (приказано на табели испод), уз незнатна одступања у паду притиска са висином што је проузроковано температуром атмосфере.
| Висина (m)    | Притисак (mmHg) | Притисак кисеоника (mmHg) | Температура (°C) |
| на нивоу мора | 760 (664—803)   | 159                       | +15              |
| 5.500         | 380             | 75                        | - 21             |
| 11.000        | 190             | 38                        | - 52             |
| 15.000        | 87              | 18                        | - 55             |
| 19.350        | 47              | 0                         | - 55             |

## Оцена атмосфере са гледишта физиологије летења
Након што је у претходном делу приказан преглед физичко-хемијских услова у атмосфери, с гледиша летења на висини, у овом делу биће приказане неке од многоструких функција атмосфере и њени учинци на летење. Ове функције и учинци атмосфере не завршавају се на њеним материјалним границама; већ штавише они су ограничени различитим висинама. Ови физилиошки нивои који су означени и као функционални лимити или границе атмосфере од којих зависи одржање живота су;
Физиолошка зона (граница) атмосфере или зона потпуне компензације (која се протеже од 0 m до 3.000 m надморске висине)
Функционална (витална) граница атмосфере (која се налази на 15.000 m висине) је зона земљине атмосфере на којој је „време чисте свести“ након наглог губитка притиска (нпр декомпресије кабине током летења авионом) само 15 секунди.
Физиолошка граница функција атмосфере, позната под називом Армстронгова граница (која се налази на око 19.000 m висине) је зона земљине атмосфере на којој ће због пада атмосферског притиска испод 47 mmHg, телесне течности у телу човека прокључати.
Зато су са гледишта летења човека и ваздухопловне и космичке медицине,, које се баве изучавањем тих утицаја на организам пилота и космонаута, функције и учинци атмосфере подељени у више категорија (10), од којих ће у овом чланку бити размотрене две, непосредно повезане са функционални лимитима или границама атмосфере;

### Притисак кисеоника и дисање
Кључна улога атмосфере у одржавању живота на Земљи је обезбеђење кисеоника за дисање. У горњим слојевима атмосфере изнад 100 km или Карманове линије, он је откривен само у облику атомског кисеоника насталог у процесу фотодисоцијације биатомског кисеоника (О2) под утицајем врло кратког ултравиолетног зрачења.
Физиолошка зона атмосфере или зона потпуне компензације протеже се од нивоа мора до 3.000 m висине. То је зона до које се човеково тело добро прилагођава висини. Ниво кисеоника у овој зони је довољан да задржи нормалну, здраву особу у физиолошком стању без помоћи посебне заштитне (висинске) опреме. Промене у атмосферском притиску са брзим успонима у овој зони могу једино да изазову осећај притиска или пуцкетања у уву или синусим заробљеним гасом, који се са порастом висине шири у у овим шупљинама. Међутим, ове промене су релативно слабе у поређењу са баротрауматским оштећењима телесних шупљина и других органа испуњених ваздухом, која могу настати на већим надморским висинама.
Парцијални притисак кисеоника рапидно опада са висином, а то снижење одговара опадању целокупног барометарског притиска (види горњу табелу) у атмосфери. У односу на ниво мора, где парцијални притисак кисеоника износи 159 mmHg, на 11.000 m он износи 1/4 или 37 mmHg, а на 19.000 m, или на нивоу Армстронгове границе, 0 mmHg. С обзиром да кисеоник одржава живот, снижење барометарског притиска на 87 mmHg, колико износи парцијални притисак водене паре и угљен-диоксида у плућима (што одговара висини од 15.000 m)—онемогућава улаз кисеоника из спољашње атмосфере у алвеоле плућа јер су оне већ испуњене (заузете) укупним барометарским притиском који одговара парцијалном притиску угљен-диоксида и водене паре. Како оба ова гаса потичу из влажне средине тела, ништа се не би променило и кад би се околни ваздух састојао од чистог кисеоника.
Зато се на висини од 15.000 m налази функционална (витална) граница атмосфере, на којој је „време чисте свести“ након наглог губитка притиска (нпр декомпресије кабине током летења авионом) само 15 секунди, што значи да живот на овој висини зависи искључиво од мале резерве кисеоника у телу која износи око 1 литар.

### Барометарски притисак и телесне течности
Само неколико километара изнад прве границе, функционалне границе атмосфере, постоји и друга или физиолошка граница функција атмосфере, позната под називом Армстронгова граница.
Течности испољавају известан притисак паре изнад своје површине. Њен максимум или притисак засићене паре зависи од температуре течности. Загревање течности повећава притисак паре до тачке на којој се он изједначава са барометарским притиском изнад течности. На тој тачки течност почиње да кључа (ври). На нормалном атмосферском притиску од 760 mmHg вода кључа на 100 °C. Исто се постиже и са течностима извесне, константне температуре—смањивањем барометарског притиска до притиска паре у конкретној течности.
Притисак водене паре у течностима нашег тела при нормалној телесној температури од 37 °C, износи 47 mmHg. Оног тренутка када са висином барометарски притисак опадне испод 47 mmHg, телесне течности у нашем телу ће прокључати. Први који је то проучио и доказао на хомеотермима у барокомори био је др Армстронг. Овај поремећај се манифестује у мукозним мембранама уста и конјуктива очију, отичањем коже услед дифузног образовања мехури ткивима и формирања мехурића у крви.
На висини изнад 19.000 m атмосферски притисак је 47 mmHg. Изнад ове висине губи се витално важна заштита атмосферског притиска против кључања течности или ебулизма, на сличан начин као да нисмо окружени атмосфером. Ово је други физиолошки лимит за боравак човека на великим висинама, који изискује антивакуумску заштиту или специјално одело и кисеоничку кацигу под притиском, другојачије названо висинско одело, или пресуризовану кабину.

## Последице
Након декомпресије или наглог излагања ниском атмосферском притиску или хипобарији), (која је најизраженија изнад Армстронгове границе), настаје по живот више опасних последица, пре свега на: плућима, срцу и мозгу, али и не мање значајене у мишићима и поткожном ткиву.
Оштећење плућа
У брзој или експлозивној декомпресији оштећење плућа јавља се првенствено због разлике између натпритиска који влада у плућима и ниског притисак у спољашњој средини, или диференцијалне разлике од око 80 mm Хг која је довољно је да изазове цепање плућа и алвеоларне руптуре; крварење у плућима, у распону од петехијалног до континуираног крварења (у зависности од величине и брзине декомпресије). У плућима врло брзо настају и емфизематозне промене које су посебно изражене у горњим деловима, а ателектаза и едем у нижим деловима плућа.
Кардиоваскуларна оштећења
Промене у срчаном мишићу повезана су са појавом гасних мехурића (еболуса) који изазивају истезање миокарда пре свега због недостатка кисеоника (хипоксија). Пулс расте првих 20 секунди, затим након шездесет секунди опада на 40% од основне вредности. Након око два минута артеријски крвни притисак пада на нулу а пулсни талас се губи, али се контракције срца одржавају најмање још 5 до 7 минута.
Оштећења централног нервног система
У брзој или експлозивној декомпресије изнад 19.000 m, централни нервни систем трпи највећа оштећења. Она су пре свега последица хипоксије због недостатком кисеоника у можданом ткиву, као последица смањеног протока крви кроз мозак изазваног церебралном или глобалном исхемијом
Промене у кожи и мишићима
Промене у кожи и мишићима након декомпресије су најизраженије, иако директно не угрожавају живот. Промене су у виду гомилања гасних мехурића или емболуса (изазваних хладним кључањем течности), који се манифестују поткожним отоком и боловима у мишићима. Ове промене могу врло брзо „надувати“ тело чија се запремина може увећати и до два пута од нормалне.

## Мере заштите у току боравка изнад Армстронгове линије

### Дисање под натпритиском
Дисање под натпритиском је вештачки повећање смањеног парцијалног притиска кисеоника у удахнути ваздуху, као једна од основних мера у борби против смањеног барометарског притиска атмосферског ваздуха и појаве хипоксије у телу пилота за време летења на већим висинама.
Притисак гаса остварује се само за време удисања, док у току издисања притиска нема. На овај начин је измењен нормални респираторни циклус јер је сада удах пасивна фаза а издах активна фаза. У току издисања потребно је извршити одређени рад да би се створио повећан негативан притисак у грудном косшу, који ће истиснути ваздух како би притисак изједначио са спољашњим. Док дисање доводи у плућа позитивни притисак остали делови тела су изложени околним притиску ваздуха.
Дисање 100% кисеоника под натпритиском од 11,7 kpa обезбедило би трајну успешну заштиту од хипоксије на било којој висини. Међутим овако велики натпритисак је неостварљива јер доводи до; декомпресионе болести и физиолошких поремећаја у раду респираторног система.
Могућности дисања кисеоника под натпритиском нису неограничене, те након преласка вредности од 7,8 kPa, долази до значајних поремећаја у раду кардиоваскуларног и респираторног система, а на већим притисцима могло би да дође и до руптуре плућа.
Да би се ово спречило уведена су специјална одела са натпритиском која стварају притисак са спољне стране тела пилота, са циљем да се спољни притисак изједначи са унутрашњим притиском. Само са оваквим оделом добро се подноси дисање под натпритиском и до 20,7 kPa
Како је дисање кисеоника под натпритиском веома напорно, његова примена није препоручљива дужи временски период, а и сама опрема која се користи за ту намену знатно отежава рад пилота. Зато су савремени авиони тако конструисани да су њихове кабине под натпритиском, што омогућава нормалан рад пилота, а одело се користи само у случају настанка ванредне ситуације (расхерметизација кабине не великим висинама).

### Заштита функције дисања на висини
Како би човек обезедио нормалан процес дисања на висини он мора дисања допунити низом заштитних мера;
Аклиматизација
Аклиматизација се постиже дужим боравком на висини изнад 3.000 m, на којој сде организам привикава смањеном парцијалном притиску кисеоника покретањем читавог низа физиолошких процеса.
Бављењем спортом
Бављењем спортом уз правилну исхрану и повремени боравак на висини повећава се дисајни капацитет организма што га чини отпорнијим на смањени парцијални притисак кисеоника.
Правилна примена угљених хидрата
Правилно дозиран и повећан унос угљених хидрата и беланчевина смањује толеранцију организма и повећава његову издржљивост током боравка у атмосфери са ниским парцијалним притисцима кисеоника.
Удисање кисеоника
Допунско удисање кисеоника може се обезбедити преко заштитне маске, или током боравкак у херметизованим кабинама ваздухоплова са употребом специјалног висинског одела.